# Lingua cree moose
La lingua cree moose (meglio conosciuta come York Cree, West Shore Cree, West Main Cree) è una lingua algonchina del gruppo cree parlata in Canada.

## Distribuzione geografica
Secondo i dati del censimento canadese del 2011, i madrelingua cree moose sono 3000, stanziati in Ontario, precisamente nelle zone circostanti la Baia di James. I parlanti totali sono 5000.